# Рахимов, Абдусаттар (Герой Советского Союза)
Абдусаттар Рахимов (1920—1992) — советский военнослужащий. Участник Великой Отечественной войны. Герой Советского Союза (1944). Младший сержант.

## Биография
Родился 20 января 1920 года в городе Намангане ныне Республика Узбекистан в семье рабочего. Узбек. Образование неполное среднее. До призыва на военную службу работал на маслозаводе.
На фронтах Великой Отечественной войны с 1941 года. Наводчик орудия 1144-го стрелкового полка (340-я стрелковая дивизия 38-й армии Воронежского фронта) младший сержант А. Рахимов в ночь с 30 сентября на 1 октября 1943 под сильным огнём противника в числе первых форсировал Днепр в районе села Борки Вышгородского района Киевской области. Участвовал в боях за удержание и расширение плацдарма, нанёс большой урон врагу в живой силе и технике.
Указом Президиума Верховного Совета СССР «О присвоении звания Героя Советского Союза генералам, офицерскому, сержантскому и рядовому составу Красной Армии» от 10 января 1944 года за «образцовое выполнение боевых заданий командования на фронте борьбы с немецко-фашистскими захватчиками и проявленные при этом отвагу и геройство» удостоен звания Героя Советского Союза с вручением ордена Ленина и медали «Золотая Звезда». 
Демобилизовавшись в 1946 году, возвратился в Узбекистан. Окончил партийную школу в Ташкенте. Работал в Наманганском горкоме ВКП(б)/КПСС, затем секретарём партийной организации совхоза. С 1967 года трудился директором объединённой дирекции кинотеатров. 
Умер 2 июня 1992 года.

## Награды
- Медаль «Золотая Звезда»
- орден Ленина;
- орден Красного Знамени;
- два ордена Отечественной войны 1-й степени;
- орден Отечественной войны 2-й степени;
- медали.